# Araiocypris batodes
Araiocypris batodes es una especie de peces de la familia de los
Cyprinidae en el orden de los Cypriniformes.

## Morfología
Los machos pueden llegar alcanzar los 3,3 cm de longitud total.

## Reproducción
Es ovíparo.

## Hábitat
Es un pez de agua dulce  y de clima tropical.

## Distribución geográfica
Se encuentran en Asia: el Vietnam.